# 忍法戦隊カゲリオン
『忍法戦隊カゲリオン』は、2005年5月27日に発売されたオリジナルビデオ。全1巻。

## スタッフ
- 怪忍/下忍：児玉アクションチーム
- アクションコーディネーター：内間和浩
- 脚本：ティータム大泉
- 企画/プロデュース：飯澤慎
- 監督：式正義

## キャスト
- 月影：小野寺あゆみ
- 空影：石井儀一
- 山影：中野亮
- 団子虫：三浦洋一
- 鬼面斎：内間和浩
- 藤堂霞：石井樹里
- 藤堂平八：吹雪すすむ